# カレン・カーペンター
カレン・アン・カーペンター（Karen Anne Carpenter、1950年3月2日 - 1983年2月4日）は、カーペンターズのヴォーカリスト、ドラマー。
声種はアルトで3オクターブの声域を持っており、声の美しさはビートルズのジョン・レノンやポール・マッカートニーを始めとした一流アーティストたちにも絶賛された。
「ローリング・ストーンの選ぶ歴史上最も偉大な100人のシンガー」において第94位。「雑誌Qの選ぶ歴史上最も偉大な100人のシンガー」において第48位。

## 生涯

### 生い立ち
アメリカ合衆国コネチカット州のニューヘイヴンに生まれる。家族は1963年にロサンゼルス郊外へ転居した。その頃、兄のリチャードが近所の公園のコンサートでピアノを弾いていた際、彼に促されてスキータ・デイヴィスのヒット曲「この世の果てまで」を歌った。これが、兄妹一緒に人前で行った初めての演奏となる。13歳の頃は、将来は看護師か画家になるのが夢だったという。
リチャードと同じダウニー高校ではマーチングバンド部に所属し、彼が音楽で才能を開花させていた影響を受けて、好きだったビートルズのリンゴ・スターやジャズ・ドラマーのジョー・モレロが使用していたラディックのドラムスを両親にねだる。彼女は以前にサックスやフルートを挫折していたので、両親やリチャードは続くかどうか半信半疑だったという。しかし彼女はドラムに没頭し、練習を繰り返した。その甲斐あってドラミングの腕前は瞬く間に上達し、民族音楽によく見られる変拍子もこなすようになった。一方、本格的にボーカルのトレーニングを受けに行くと、トレーナーから「あなたには、何も教えるものはない」と言われるなど、歌手としての天性の素質もあった。
こうして彼女はリチャードや友人たちとバンド「スペクトラム」を結成して、ドラムスとボーカルを担当することとなった。

### カーペンターズ
1969年4月22日、リチャードとカレンは「カーペンターズ」名義でA&Mレコードとの契約を結んだ。カーペンターズはカリフォルニア州を中心として、やがて世界的に活動するようになった。
彼女は初期にはドラマー兼ヴォーカリストだった。しかし活動が活発になるにつれ、ヴォーカリストとして前面に立つことが多くなっていき、やがてリチャードの意向を受けてヴォーカル専門になった。彼女がタムの多いドラムスを好んで使っていたので、観客席から見えにくいというのも一因だった。
リチャードが睡眠薬依存症のリハビリを行っていた1980年にソロ・アルバムを制作するが、後述するように体が弱っていたことや、内容が成熟味を持ちすぎているという理由でリチャードや会社に反対され、最終的に本人が発表を断念した。同アルバムは彼女の死後、1996年に『遠い初恋』（原題：「カレン・カーペンター」）として発表された。

### 摂食障害
子供が大好きで、彼女自身も子供のような無邪気さと純粋さを持ち周囲の人から好かれていた。一方で自分は太りすぎという固定観念を持っており、それはやがて精神的な病になっていった。
当時の彼女は平均的な女性と比較してぽっちゃりしていた。身長は163センチだったので適正体重は58.45キロだが、彼女の体重は最大66キロに達していた。1974年、3度目の来日時にリチャードとともに和服姿の写真を撮影し、翌年発売されたライブアルバム『ライヴ・イン・ジャパン』の付録として公開したが、本人によるとこの頃が最も太っていた。
そこで「絶対に痩せてやる」と発奮しダイエットに励むようになったが、いつの頃からか摂食障害（拒食症）に悩まされるようになり、それが寿命を縮める結果となった。これは後のセラピーの過程で親子関係が背景にあると見られている。1975年に予定されていた日本公演は中止となり、当時の招聘先であるキョードーは理由を彼女の「神経性食意不振症」によるものとしていた。同年9月の彼女の体重は41キロだった。

### 死去
1980年、若手実業家のトム・バリスと結婚をするも、翌年暮れには破綻した。
1983年2月4日早朝、両親の家で意識不明になっているところを発見され、同日死去した。満32歳没。死因は急性心不全。長期の闘病生活が心臓に負担をかけており、注射による栄養注入治療で急激に体重を戻したことが致命的になったと思われる。すなわち慢性的な低栄養状態の患者に急激な栄養補給を行った際に起こるリフィーディング症候群である。現代ではカレンほどの重症拒食症患者の体重を急激に戻せば同症候群が発症することは常識だが、当時は拒食症の専門家の間でもあまり知られていなかった。
彼女が死去したのはバリスとの離婚同意書にサインする約束の6時間ほど前だったので、彼女は死後も既婚のままとなっている。本人が作成していた遺書に従い、バリスには自宅以外与えられず、残りの遺産はリチャードと両親に相続された。
彼女の死は社会に大きな衝撃を与え、拒食症などの摂食障害が社会的に認知されるきっかけとなった。
なお、映画『カレン・カーペンター・ストーリー』によれば、晩年は過食症と拒食症の症状が繰り返し起こっており、死去前日は食欲が少し出てきたところで翌日亡くなったことになっている。
カレンの遺体はカリフォルニア州オレンジ郡のForest Lawn-Cypressに埋葬されていたが、2003年末にリチャードの自宅に近いロサンゼルス郡のヴァレー・オークス・メモリアルパークに改葬された。

## 評価

### ドラマーとしての評価

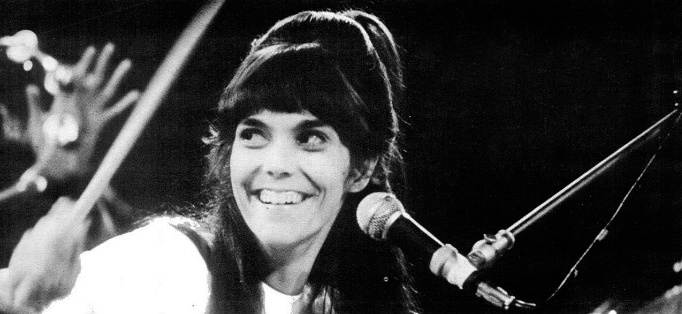
ドラムを演奏するカレン
（「ビルボード」1973年11月号）

カーペンターズの初期までは「歌うドラマー」としての活動が多かった。ドラマーとしては、リズムキープ力に対する評価が高い。
「イエスタデイ・ワンス・モア」の収録時、リチャードが前半部分だけを録り直したいという要求を彼女に出した。当時、部分的な録り直しは録音テープの切り貼りでしか実現できなかった。従って前半を録り直すには、正確な演奏時間を再現して後半に結びつけるリズムキープ力が必要であり、彼の要求は無謀と思われた。しかし彼女の正確なクリックによって、前半の演奏時間および後半に結び付けても揺れのないリズムが再現され、録り直しに成功した。しかも「今聴いてもどこに繋ぎ目があるのか、繋いだ本人すら判らない」というエピソードがある。
カーペンターズのアルバム収録曲で彼女がドラムを担当したものは、ドラマーとしてクレジットされていない初期の曲を含めて以下のとおりである。
- 『涙の乗車券』
  - 2. ワンダフル・パレード（Your Wonderful Parade）
  - 3. いつの日か愛に（Someday）
  - 4. ゲット・トゥゲザー（Get Together）
  - 5. 私のすべてをあなたに（All of My Life）
  - 6. ターン・アウェイ（Turn Away）
  - 7. 涙の乗車券（Ticket to Ride）
  - 8. 恐れないで（Don't Be Afraid）
  - 9. 何になるの（What's The Use）
  - 10. オール・アイ・キャン・ドゥー（All I Can Do）
  - 11. 眠れない夜（Eve）
  - 12. 歌うのをやめた私（Nowadays Clancy Can't Even Sing）
- 『遙かなる影』
  - 2. ラヴ・イズ・サレンダー（Love Is Surrender）
  - 8. 恋よさようなら（I'll Never Fall in Love Again）
  - 10. ミスター・グーダー（Mr. Guder）
  - 12. アナザー・ソング（Another Song）
- 『カーペンターズ』
  - 9. バカラック・メドレー（Bacharach/David Medley）
- 『ア・ソング・フォー・ユー』
  - 8. フラット・バロック（Flat Baroque）
- 『ナウ・アンド・ゼン』
  - 1. シング（Sing)
  - 2. マスカレード（This Masquerade）
  - 3. ヘザー（Heather）
  - 5. アイ・キャント・メイク・ミュージック（I Can't Make Music）
  - 6. イエスタデイ・ワンス・モア（Yesterday Once More）
  - 7. イエスタデイ・ワンス・モア（リプライズ）（Yesterday Once More (reprise)）
- 『緑の地平線〜ホライゾン』
  - 4. プリーズ・ミスター・ポストマン（Please Mr. Postman）
  - 9. 愛は木の葉のように（Love Me For What I Am）